# Xinminosaurus catactes
Lo xinminosauro (Xinminosaurus catactes) è un rettile marino estinto, appartenente agli ittiotterigi. Visse nel Triassico medio (Anisico, circa 245 milioni di anni fa) e i suoi resti fossili sono stati ritrovati in Cina.

## Descrizione
Questo animale è noto grazie a uno scheletro quasi completo, lungo circa 2,3 metri. Il cranio era lungo circa 30 centimetri, e possedeva un rostro piuttosto breve e appuntito. I denti erano bulbosi e compressi lateralmente, ed erano presenti nella mascella e nella parte posteriore della mandibola. Non era presente alcuna costrizione mediana verticale nella corona dentaria. La punta del muso era probabilmente priva di denti. Erano presenti denti sostitutivi disposti lungo una seconda fila sia nella mascella che nell'osso dentale. Il corpo era piuttosto allungato, mentre la coda era lunga e compressa lateralmente. Le zampe, come in tutti gli ittiotterigi, erano trasformate in strutture simili a pagaie. La parte distale dell'ulna era molto allargata.

## Classificazione
Xinminosaurus catactes è stato descritto per la prima volta nel 2008, sulla base di un fossile rinvenuto nella formazione Guanling (provincia di Guizhou, Cina). Secondo lo studio, Xinminosaurus sarebbe identico a un altro rettile marino del Triassico (noto per resti molto frammentari provenienti dall'Europa), Tholodus, eccetto per le dimensioni molto minori. 
In ogni caso, Xinminosaurus mostra una combinazione di caratteri derivati (come l'alto numero di vertebre presacrali, tipico degli ittiosauri veri e propri) e primitivi (le ossa delle zampe allungate). È probabile che Xinminosaurus e Tholodus fossero affini ai veri ittiosauri, all'interno del clade degli ittiotterigi. È possibile inoltre che fossero imparentati con un altro genere enigmatico, Omphalosaurus.

## Significato del nome
Il nome generico, Xinminosaurus, deriva da Xinmin, il distretto dove sono stati ritrovati i fossili. L'epiteto specifico, catactes, deriva dal greco e significa "frantumatore", con riferimento ai denti bulbosi e lateralmente compressi, usati probabilmente per frantumare i gusci di organismi marini.